# Goldwörth
Goldwörth è un comune austriaco di 894 abitanti nel distretto di Urfahr-Umgebung, in Alta Austria.